# Румунське королівство
Руму́нське королівство (рум. Regatul României) — історична держава, що існувала з 1881 до 1947 року. Окрім території сучасної Румунії, в різні часи включало території Бессарабії, Північної Буковини та Південної Добруджі.

## Географічні та демографічні дані

### Територія
Румунське королівство в різні роки свого існування охоплювало різні території. До моменту проголошення Румунії королівством до складу держави входили Волощина, Молдова, Добруджа. Східний кордон королівства проходив по річках Прут та Дунай, південний — по річці Дунай, східний проходив уздовж західних меж Банату, північний — по верхів'ях Карпатських гір, а потім на схід до Прута, на південному сході королівство виходило до Чорного моря.

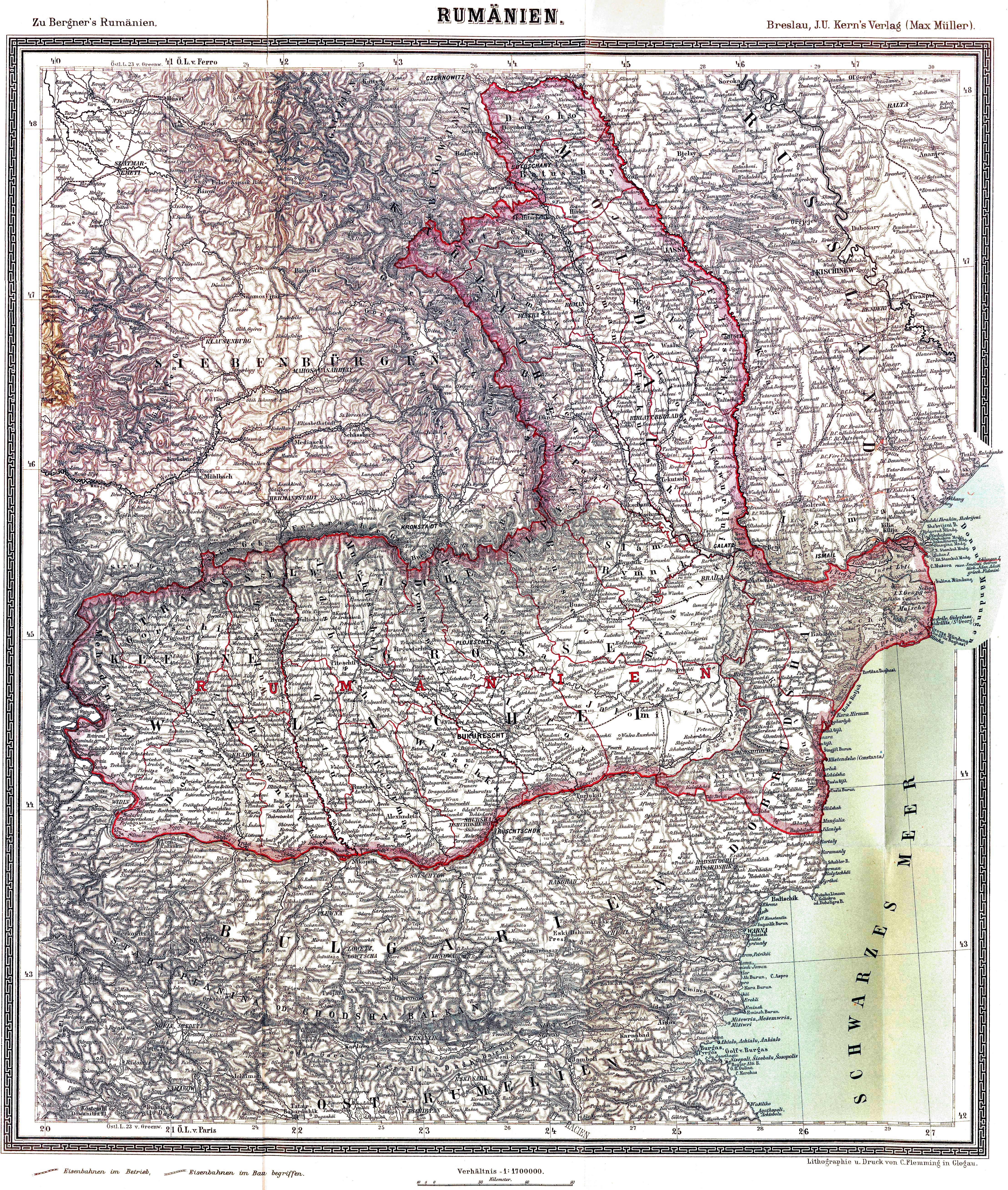
Румунське королівство з 1881 до 1918 року; так зване Старе королівство

У 1913 році, за результатами Другої балканської війни, Румунське королівство анексувало Південну Добруджу, що до цього належала Болгарському царству. Румунське королівство до Першої світової війни межувало з Болгарським царством, Королівством Сербія, Австро-Угорською імперією та Російською імперією. Масштабна зміна меж відбулася в 1918 році з розпадом Австро-Угорської та Російської імперій. Після розпаду цих держав до складу Румунського королівства увійшли Банат, Буковина, Трансильванія, Марамуреш, Бессарабія (остання в СРСР вважалася окупованою територією). В результаті Першої світової війни виникли нові держави, і з 20-х рр. XX ст. королівство межувало з Болгарським царством, Королівством Югославія, Угорським королівством, Чехословацькою Республікою, Польською Республікою, СРСР. З 1918 по 1940 кордон Румунського королівства пролягав на півдні від Кранева на березі Чорного моря до Туртукайської гори на березі Дунаю, далі на заході від Туртукайської гори на Дунаї проходив по Дунаю до Баната, де повертав на північ (цей край розділили на дві частини Румунія і Королівство Югославія), а потім уздовж кордону Угорського королівства на північний схід і проходив по північних районах Трансильванії до Буковини, повертаючи тут на схід і прямуючи до Дністра, а далі по Дністру на південь до Дністровського лиману і Чорного моря.
1940 року королівство втратило низку областей: Північну Трансильванію, що відійшла до Угорського королівства, Бессарабію і Буковину, що увійшли до складу Радянського Союзу, Південну Добруджу, яка знову увійшла до складу Болгарського царства. Тепер східний кордон королівства знову проходив по Пруту і Дунаю, а кордон у Добруджі проходив по лінії 1912 року. Румунське королівство втратила спільні кордони з Чехословацькою Республікою та з Польською Республікою. Румунська територія значно скоротилася. Під час Другої світової війни Румунське королівство напало на СРСР, окупувавши Бессарабію, Буковину та межиріччя Дністра і Південного Бугу. Ці території, крім Трансністрії, румунська влада оголосила складовою частиною Румунського королівства. Трансністрія була окупаційною зоною. Після Другої світової війни Румунському королівству повернули тільки Північну Трансильванію, своєю чергою, район Герца, острів Зміїний і кілька островів в дельті Дунаю відійшли до СРСР.

### Адміністративно-територіальний поділ

Цинути Румунського королівства на 1939

Столицею королівства був Бухарест. Основною адміністративно-територіальною одиницею — жудець. Територія Румунського королівства за весь час його існування неодноразово змінювалася, тому в різні періоди своєї історії в королівстві було різна кількість жудеців. Наприкінці XIX — початку XX століття Румунське королівство ділилося на 3 провінції (Волощина, Молдова, Добруджа), кожна з яких складалася з округів. Всього в державі було 32 округи, аналогічні пізніше запровадженому жудецю. До того моменту в складі Румунії не було Бессарабії, Південної Добруджі та Трансильванії. У 1938–1940 королівство ділилося на цинути Арджеш, Крішурь, Дунеря, Жіу, Мерій, Муреш, Ністру, Прут, Сучава, Тіміш.

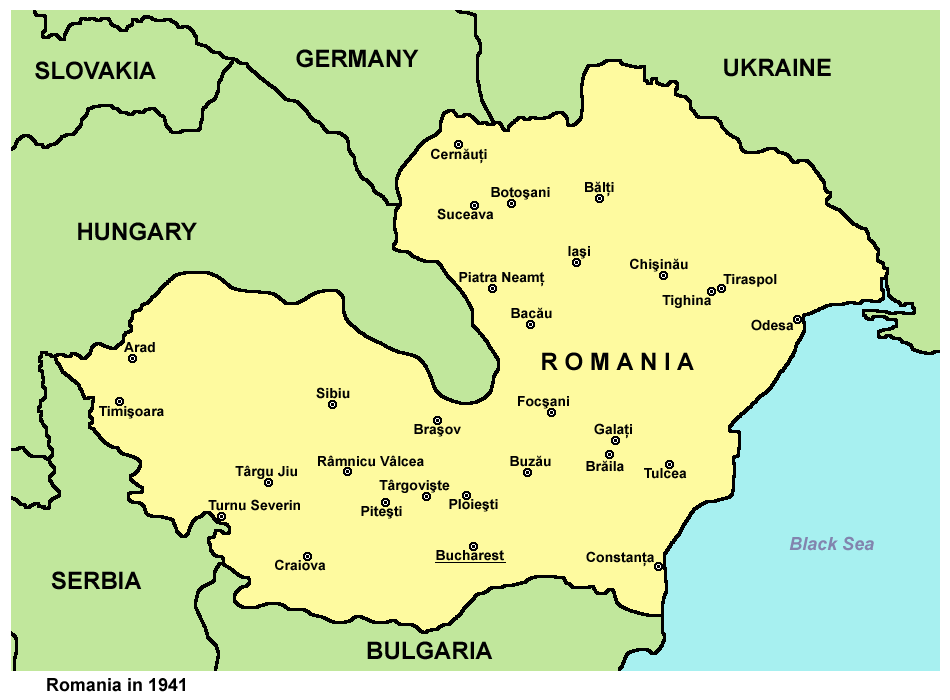
Межі Румунії 1941 року

У 1918—1940 Румунія досягла максимального розширення своїх кордонів за всю свою історію, в цей момент у ній був 71 жудець: Алба (центр  — Алба-Юлія), Арад (центр  — Арад), Арджеш (центр  — Куртя-де-Арджеш), Бакеу (центр  — Бакеу), Бая (центр  — Фелтічені), Біхор (центр  — Орадя), Ботошані (центр  — Ботошані), Брашов (центр  — Брашов), Бреїла (центр  — Бреїла), Бузеу (центр  — Бузеу), Белць (центр   — Бєльці), Васлуй (центр  — Васлуй), Влашка (центр  — Джурджу), Вилча (центр  — Римніку-Вилча), Горж (центр  — Тиргу-Жіу), Долж (центр  — Крайова), Дорохой (центр  — Дорохой), Дуростор (центр  — Силистра), Димбовіца (центр  — Тирговіште), Ізмаїл (центр  — Ізмаїл), Ілфов (центр  — Бухарест), Каліакра (центр  — Базарджик), Караш (центр  — Оравиця), Кагул (центр  — Кагул), Клуж (центр  — Клуж), Ковурлуй (центр  — Галац), Констанца (центр  — Констанца), Кимпулунг (центр  — Кимпулунг), Лепушна (центр  — Кишинів), Марамуреш (центр  — Сірет), Мехедінць (центр  — Дробета-Турну-Северин), Муреш (центр  — Тиргу-Муреш), Мусчел (центр  — Кимполунг), Несеуд (центр  — Бистриця), Нямц (центр  — П'ятра-Нямц), Одорхей (центр  — Одорхей), Олт (центр  — Слатіна), Орхей (центр  — Оргіїв), Прахова (центр  — Плоєшті), Путна (центр  — Фокшани), Роман (центр  — Роман), Романаці (центр  — Каракал), Римніку-Серат (центр  — Римніку-Серат), Радівці (центр  — Радівці), Сату-Маре (центр  — Сату-Маре), Северин (центр  — Лугож), Сібіу (центр   — Сібіу), Сомеш (центр  — Деж), Сорока (центр  — Сороки), Сторожинець (центр  — Сторожинець), Сучава (центр  — Сучава), Селаж (центр  — Залеу), Текуч (центр  — Текуч), Телеорман (центр  — Турну-Мегуреле), Тігіна (центр  — Тигина, сучас. Бендери), Тіміш Торонтал (центр  — Тімішоара), Трей Скауне (центр — Сфинту-Георге), Тулча (центр — Тулча), Турда (центр  — Турда), Тутова (центр  — Бирлад), Тирнава-Маре (центр  — Сігішоара), Тирнава-Міке (центр  — Блаж), Фегераш (центр  — Фегераш), Фелчу (центр  — Хуші), Хотин (центр  — Хотин), Хунедоара (центр  — Дева), Чернеуць (центр  — Чернівці), Четатя-Албе (центр  — Четатя-Албе, сучас. Білгород-Дністровський), Чук (центр  — М'єркуря-Чук), Яломіца (центр  — Келераші), Ясси (центр  — Ясси).
У 1940 році Румунія втратила жудець Белць, Ізмаїл, Кагул, Лепушна, Орхей, Радівці, Сорока, Сторожинець, Тигина, Хотин, Чернеуць, Четатя-Албе (увійшли до складу СРСР), Біхор, Клуж, Марамуреш, Муреш, Несеуд, Одорхей, Сату-Маре, Сомеш, Селаж, Трей Скауне, Чук (увійшли до складу Угорського королівства), Дуростор і Каліакра (увійшли до складу Болгарського царства).

### Населення
Кількість жителів Румунського королівства не було постійною, приріст населення в кінці XIX століття був високим. У 1890, у Румунському королівстві проживало 5 300 000 осіб, у 1900  — 6 000 000 осіб, у 1910  — 6 900 000 осіб, у 1915  — 7 800 000 осіб, у 1921 населення країни різко збільшилася, переважно за рахунок розширення території в попередні роки, і склало 15 600 000 осіб. У 1939 в державі вже проживало 19 900 000 осіб. З втратою Північної Трансильванії, Південної Добруджі, Північної Буковини та Бессарабії чисельність населення держави скоротилася за рахунок втрати частини жителів, що проживали на цих територіях, і склала 13 600 000 осіб. З поверненням Північної Трансильванії напередодні ліквідації монархії у 1946 році число жителів Румунського королівства знову зросло і становило 15 800 000 осіб.

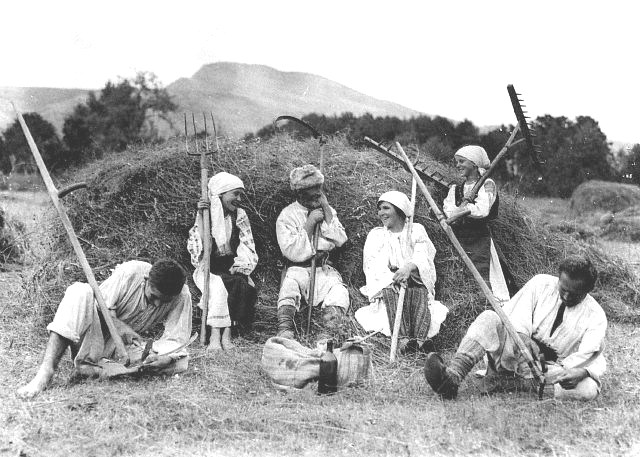
Румунські селяни, фото 1920 року

Основу населення держави становили румуни, їх чисельність в різні роки складала від 71,9 % (1930) до 92,2 % (1899). До 1918 року друге місце за чисельністю після румун займали євреї (близько 5 %). Після 1918 року другим за чисельністю народом королівства стали трансильванські угорці (секеї та чангоші), євреї зайняли четверте місце (після німців). В 1930 році кількість угорців в Королівстві Румунія становило 7 % або 1 400 000 осіб, німців  — 4,1 %, євреїв  — 4 %. Згідно з переписом населення 1930 року, русини та українці складали 3,2 %, росіяни  — 2,3 %, болгари  — 2 %. Також в Румунії проживали турки, гагаузи, чехи, словаки, серби, хорвати, словенці, поляки, татари, вірмени, албанці тощо. В 1930 році 73 % жителів королівства назвали своєю рідною мовою румунську, 8,6 %  — угорську, 4, 2 %  — російську, 3,6 %  — українську, 2,9 %  — їдиш, 2 %  — болгарську, 1, 6 %  — турецьку та татарську. Згідно з переписом населення, 72 % населення Румунського королівства сповідували православ'я, 7,9 %  — греко-католицизм, 8 %  — римо-католицизм, 3,9 %  — кальвінізм, 2,2 %  — лютеранство.

## Історія
Було проголошене князем (домнітором) Румунії у 1881 році. Під час Другої Балканської війни завоювало Південну Добруджу. В 1918 році значно розширило свою територію, включивши до свого складу Трансильванію, Банат, Бессарабію та Буковину. У 1940 році втратило ряд територій, зокрема вищеперелічені (окрім півдня Трансильванії та Банату). У Другій світовій війні внаслідок внутрішніх заворушень та зовнішньополітичної ізоляції виступило на боці Третього Рейху. В 1944 році на територію держави увійшли радянські війська, а в 1947 році королівство було перетворене у Румунську Народну Республіку.